# Alcea rosea

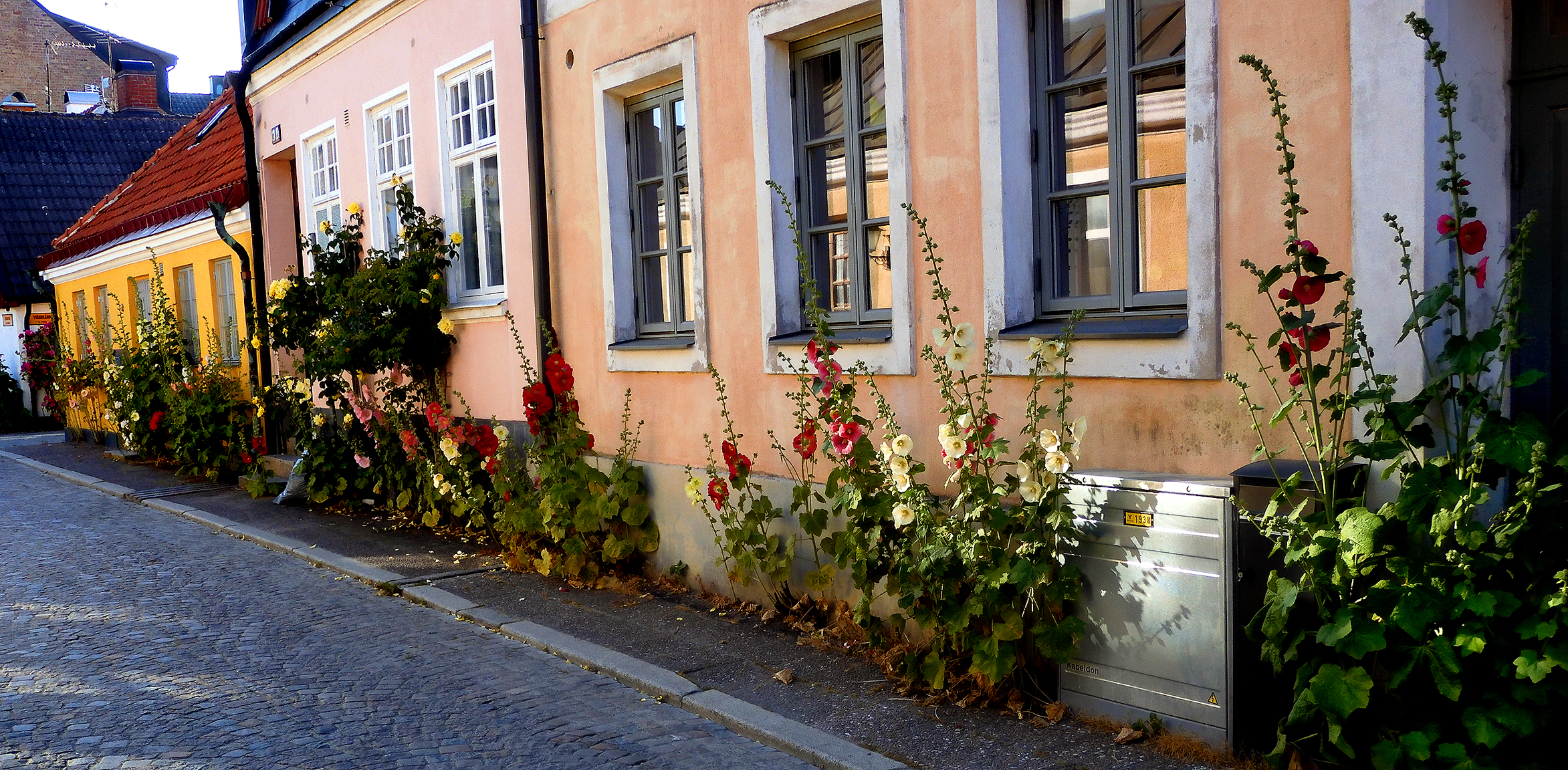
Alcea rosea.

La malvarosa (Alcea rosea L., 1753) è una pianta ornamentale della famiglia delle Malvacee.

## Descrizione

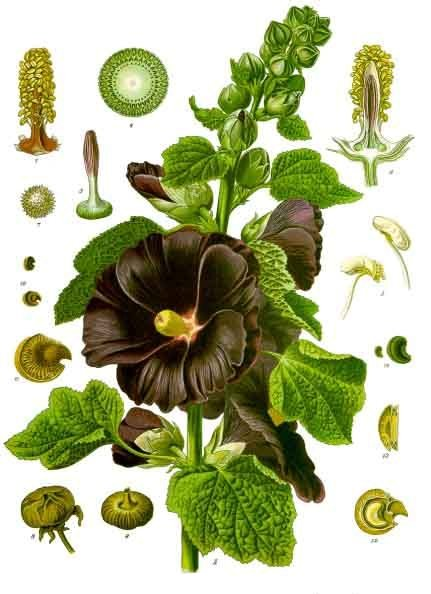
Alcea rosea

Presenta grandi foglie alterne ovato-lobate, bollose. Il fusto, di portamento eretto, e le foglie sono ricoperti d'una fitta peluria che rende la pianta ispida al tatto. I fiori sono ascellari, con colori dal bianco al rosa al rosso, anche screziati. Esistono inoltre varietà viola, blu e quasi nere. È pianta rustica dal vigoroso sviluppo, capace di vegetare allo stato selvatico anche in condizioni estreme (bordo strada, terreni aridi).
In letteratura è descritta variamente come pianta annuale o biennale e la ripresa vegetativa della pianta nel medesimo sito è attribuita ad auto-semina. Altrove, in accordo con quanto riporta l'esperienza dei coltivatori (soprattutto se si è lasciato sviluppare il fittone radicale senza molestare la rosetta basale), la pianta è descritta come perenne.
Presenta un accrescimento molto rapido in primavera-estate, periodo in cui dalla rosetta basale si slanciano uno o più fusti verticali recanti le infiorescenze i quali raggiungono rapidamente l'altezza di 1,5 - 2,5 m o più. La fioritura perdura fino ad inizio autunno. Ai primi freddi invernali i fusti si disseccano e la pianta si riduce ad un basso (20 - 30 cm) cespo globoso di caratteristiche camefite, forma sotto la quale la pianta sverna allo stato di sempreverde.
La radice della pianta è un fittone carnoso bianco; si insinua facilmente a grandi profondità (circa 1 m) anche in terreni compatti e sassosi, ed ha numerose indicazioni farmacologiche.

## Coltivazione
Alcea rosea è coltivata prevalentemente in giardini informali dall'aspetto naturale; particolarmente, considerata la mole dei fusti, come ultima fila delle bordure. La propagazione della pianta è effettuata usualmente tramite semi, i quali hanno fertilità ottima, al punto che il fenomeno dell'auto-semina è d'osservazione frequente in natura. La semina può essere effettuata in autunno nei climi temperati o preferenzialmente in primavera nei climi rigidi. Una pianta germinata da seme può portare fiori di colore differente da quello della pianta madre. Una volta sviluppato il fittone radicale, l'Alcea rosea è pianta molto frugale, con buona tolleranza ai climi rigidi. Non necessita d'irrigazione se non come soccorso in stagioni eccezionalmente siccitose; teme anzi i terreni umidi.
A causa del profondo sviluppo del fittone, che rende pressoché impossibile effettuare uno scavo di profondità tale da estrarlo senza provocarne la rottura, la pianta soffre molto il trapianto. Per la stessa ragione risulta inusuale la coltivazione in vaso; è pratica comune la semina in terreno aperto, in luogo da cui è prevedibile che la pianta non dovrà essere successivamente spostata.
Viene facilmente attaccata dalla ruggine fogliare (Puccinia malvacearum), che può essere combattuta con fungicidi.

## Usi
Il fittone radicale di Alcea rosea ha un uso farmacologico di protezione delle mucose. La raccolta della radice avviene in autunno da piante di due anni d'età: viene tagliata in bastoncini di max 20 cm, decorticata e seccata a 40 °C. Le radici vengono vendute anche sotto forma di estratti secchi, sciroppi e pastiglie. Gli zuccheri mucillaginosi di cui le radici sono ricche, composti principalmente da acido glucuronico, acido galatturonico, ramnosio e galattosio, a contatto con l'umidità si convertono in un soffice gel che viene utilizzato per proteggere la faringe dagli elementi irritanti e nel trattamento della tosse secca.
Possiede inoltre proprietà immunomodulanti: ricerche indicano che si comporta come un attivatore policlonale dei linfociti B.
I fiori mostrano anche proprietà antinfiammatorie ed analgesiche; l'estratto acquoso sembra possedere capacità di stimolare il metabolismo degli steroidi senza modificare però le caratteristiche della steroidogenesi dei ratti studiati.
Si è infine trovato negli estratti di Alcea la presenza di polifenoli con deboli attività antiestrogeniche dovute al blocco dell'aromatasi quali la quercetina e il kaempferolo.
Vari composti fenolici acidi sono stati isolati; tra essi: acido ferulico, acido vanilico, acido siringico, acido p-cumarico, acido p-idrossibenzoico, acido idossifenilacetico e acido caffeico.
Tra le proprietà fitoterapiche più importanti vanta:
- Azione inibente l'aromatasi,
- Azione astringente,
- Demulcente,
- Diuretica,
- Emolliente,
- Espettorante,
- Febbrifuga,
- Fungicida,
- Gastroprotettiva,
- Ipoglicemica,
- Stomachica,
- Vasoprotettiva.

Studi indicano che l'Altea si possa comportare come un possibile depuratore biologico di metalli pesanti nei terreni contaminati.
La pianta è visitata dalle api per il polline ed il nettare.